# Zavoja
Zavoja (bulgariska: Завоя) är ett distrikt i Bulgarien.   Det ligger i kommunen Obsjtina Kirkovo och regionen Kărdzjali, i den södra delen av landet, 230 km sydost om huvudstaden Sofia.